# ريكاردو سيميكا
ريكاردو سيميكا (بالإنجليزية: Riccardo Scimeca) (13 يونيو 1975 بليمينجتون سبا في المملكة المتحدة - ) هو لاعب كرة قدم بريطاني في مركز الوسط. شارك مع منتخب إنجلترا لكرة القدم الرديف. أما مع النوادي، فقد لعب مع أستون فيلا وكارديف سيتي وليستر سيتي ونوتينغهام فورست ووست بروميتش ألبيون ونادي ليمنجتون.

## وصلات خارجية
- ريكاردو سيميكا على موقع قاعدة بيانات كرة القدم.إي يو (الإنجليزية)
- ريكاردو سيميكا على موقع Soccerbase.com (لاعب) (الإنجليزية)
- ريكاردو سيميكا على موقع Soccerway.com (الإنجليزية)
- ريكاردو سيميكا على موقع عالم كرة القدم.نت (الإنجليزية)